# 28e législature de la Chambre des représentants de Belgique
La 28e législature de la Chambre des représentants de Belgique a commencé le 28 avril 1925, et s'est achevée  le 30 avril 1929. Elle fait suite aux élections législatives du 15 avril 1925.
La Chambre compte 196 membres élus.

## Bureau
- Émile Brunet (Charleroi-POB), président
- Vice-présidents
  - Émile Tibbaut (Termonde-Cath)
  - Maurice Lemonnier (Bruxelles-Lib)
  - Louis Bertrand (Bruxelles-POB) (démissionnaire, remplacé 21.1.26 par Albert Marteaux)
  - Maurice Pirmez (Charleroi-Cath) (+ 22.12.1928) remplacé 22.1.1929 par Armand Duvieusart
- Secrétaires
  - Auguste Huyshauwer (Gand/Eeklo-Cath) (+5.5.1926) remplacé par Hector Cuelenaere (18.5.1926-11.3.1928)
  - Robert de Kerchove d'Exaerde (Anvers-Cath)
  - Désiré Bouchery (Malines-POB)
  - Jules Mathieu (Nivelles-POB)
  - Pol-Clovis Boël (Soignies-Lib)
- Questeurs
  - Xavier De Bue (Bruxelles-Cath) (+ 30.9.1925 - remplacé par Emmanuel De Winde)
  - Léon Troclet (Liège-POB)
  - Jules Poncelet (Neufchateau/Virton-Cath)
  - Adolphe Buyl (Furnes-Dixmude-Ostende-Lib)

## Membres
- Émile Allewaert (Roulers/Tielt-Christene)
- Alfred Amelot (Audenarde-Lib)
- Édouard Anseele (Gand/Eeklo-POB)
- Henri Baels(Furnes-Dixmude-Ostende-Cath)
- Pierre Beckers (Tongres/Maaseik-Cath)
- Eugène Berloz (Thuin-POB)
- Émile Blavier (Hasselt-Cath)
- Jules Boedt (nl) (Bruges-Lib)
- Daan Boens (nl) (Furnes-Dixmude-Ostende-POB)
- Joseph Bologne (Namur-POB)
- René Branquart (Soignies-POB)
- Brassine (Bruxelles-Cath)
- Alphonse Brenez (Mons-POB)
- Alphonse Briart (Charleroi-Lib)
- Fernand Brunfaut (Bruxelles-POB)
- Frans Brusselmans(Furnes-Dixmude-Ostende-Cath)
- Émile Butaye (Ypres-Frontiste)
- Arthur Buysse (Gand/Eeklo-Lib) (+ 28.09.1926, remplacé le 19.10.1926 par Henri Boddaert)
- Jules Carlier (Tournai/Ath-POB)
- Henri Carton de Tournai (Tournai/Ath-Cath)
- Henry Carton de Wiart (Bruxelles-Cath)
- Arthur Catteeuw (Courtrai-Christen)
- Joseph Chalmet (Gand/Eeklo-POB)
- Raoul Claes (Louvain-Lib)
- Jozef Clynmans (Louvain-Cath)
- Désiré Cnudde (Gand/Eeklo-POB)
- Fernand Cocq (Bruxelles-Lib)
- René Colaert (Ypres-Cath) (démissionnaire au 23.11.1926, remplacé par Henri Brutsaert)
- Léon Colleaux (Neufchateau/Virton-POB)
- Pierre David (Verviers-Cath)
- Thomas Debacker (Turnhout-Frontiste)
- Louis de Béthune (Alost-Cath)
- Charles De Bruycker (Tournai/Ath-Cath)
- Prosper De Bruyn (Alost-POB)
- Auguste De Bruyne (Anvers-POB)
- René Debruyne (Bruges-Cath)
- August Debunne (Courtrai-POB)
- Pierre de Burlet (Nivelles-Cath)
- Staf Declercq (Bruxelles-Frontiste)
- Joseph Defaux (Tournai/Ath-POB)
- Jules de Géradon (Liège-Cath)
- Joseph Dejardin (Liège-POB)
- Jules De Keersmaecker (Malines-Cath)
- Julien Delacollette (Liège-POB)
- Pierre Delannoy (Soignies-Cath)
- Achille Delattre (Mons-POB)
- Pierre de Liedekerke de Pailhe (Huy/Waremme-Cath)
- Henri Delor (Nivelles-POB)
- Isi Delvigne (Liège-POB)
- Adrien de Montpellier de Vedrin (Namur-Cath)
- Édouard de Pierpont (Dinant/Philippeville-Cath) remplace Cousot [1]
- De Rasquinet (Huy/Waremme-POB)
- Rodolphe Desaegher (Gand/Eeklo-Lib)
- Frans De Schutter (Anvers-POB)
- Hector de Sélys Longchamp (Dinant/Philippeville-Lib)
- Jules Destrée (Charleroi-POB)
- Albert Devèze (Bruxelles-Lib)
- Fernand de Wouters d'Oplinter (Louvain-Cath)
- Adiel Dierkens (Roulers/Tielt-POB)
- Edmond Doms (Louvain-POB)
- Donnay (Liège-POB)
- Ernest Drion du Chapois (Charleroi-Cath)
- Henri Duchatel (Courtrai-Christen)
- Mathieu Duchesne (Verviers-Cath) remplace Jenniges (pouvoirs invalidés le 20.5.1925)
- Willem Eekelers (Anvers-POB)
- Ferdinand Elbers (Bruxelles-POB)
- Victor Ernest (Charleroi-POB)
- Édouard Falony (Charleroi-POB)
- Corneille Fieullien (Bruxelles-Cath)
- Frans Fischer (Bruxelles-POB)
- Louis Franck (Anvers-Lib) (démissionnaire, remplacé le 19.10.1926 par Richard Kreglinger)
- Alexandre Galopin (Liège-POB)
- Frans Gelders (Bruxelles-POB)
- Léon Gendebien (Thuin-Cath)
- Gustaaf Gevaert (Gand/Eeklo-POB)
- Georges Goetgebuer(Furnes-Dixmude-Ostende-Cath)
- Albert Goffaux (Arlon/Marche/Bastogne-POB)
- Fernand Golenvaux (Namur-Cath)
- Joseph Gris (Namur-POB)
- Max Hallet (Bruxelles-POB)
- Louis Herbert (Sint-Niklaas-Cath) (+ 1929)
- Victor Hessens (Louvain-POB)
- Henri Heyman (Sint-Niklaas-Cath)
- Jules Hoen (Verviers-POB)
- Hyacinthe Housiaux (Dinant/Philippeville-Cath)
- Florentin Huart (Tournai/Ath-POB)
- Georges Hubin (Huy/Waremme-POB)
- Camille Huysmans (Anvers-POB)
- Paul Hymans (Bruxelles-Lib)
- Joseph Jacquemotte (Bruxelles-PC)
- Jamar (Anvers-POB)
- Paul-Émile Janson (Tournai/Ath-Lib)
- Henri Jaspar (Liège-Cath)
- Émile Jennissen (Liège-Lib)
- Willem Lambrechts (Malines-POB)
- Alphonse Lefebvre (Arlon/Marche/Bastogne-Cath) (+ 1.12.1925 - remplacé par Jean Merget)
- Henri Léonard (Charleroi-POB) (décédé, remplacé le 19.10.1926 par Nicolas Souplit)
- Henri Lepage (Nivelles-POB)
- Henri Libbrecht (Termonde-Cath)
- Alfred Lombard (Charleroi-POB)
- Jules Maenhaut (Gand/Eeklo-Cath)
- Émile Maillen (Namur-POB)
- Hubert Mampaey (Anvers-Cath)
- Jules Mansart (Soignies-POB)
- Hendrik Marck (nl) (Anvers-Cath)
- Fulgence Masson (Mons-Lib)
- Adolphe Max (Bruxelles-Lib)
- Guillaume Melckmans (Bruxelles-POB)
- Jules Merlot (Liège-POB)
- Léon Meysmans (Bruxelles-POB)
- Edgard Missiaen (Ypres-POB)
- Camiel Mostaert (Bruges-POB)(fin au 8.11.1927)
- Xavier Neujean (fils) (Liège-Lib)
- Alfred Nichels (Alost-POB)
- Thomas Niezette (Verviers-POB)
- Arthur Pater (Charleroi-Lib)
- Édouard Pécher (Anvers-Lib)
- Louis Pépin (Mons-POB)
- Jean-Baptiste Périquet (Dinant/Philippeville-POB)
- Ernest Petit (Thuin-POB)
- Louis Piérard (Mons-POB)
- Joseph Pierco (Liège-Lib)
- Prosper Poullet (Louvain-Cath)
- Lionel Pussemier (Gand/Eeklo-Cath)
- Auguste Raemdonck van Megrode (Sint-Niklaas-Cath)
- Jean Ramaekers (Hasselt-Cath)
- Jules Renkin (Bruxelles-Cath)
- Ernest Reynaert (Courtrai-Cath)
- Édouard Richard (Neufchateau/Virton-Cath) (+ 20.12.1925 - remplacé 28.12.25 par Henri Mernier [2])
- Jan-Baptist Rombauts (Turnhout-Cath)
- Edmond Rubbens (Termonde-Cath)
- Jean Rutten (Tongres/Maaseik-Cath)
- Jean-Baptiste Samyn (Anvers-POB)
- Gustave Sap (Roulers/Tielt-Cath)
- François de Schaetzen (Tongres/Maaseik-Cath)
- Jean-Baptiste Schinler (Liège-POB)
- Alfons Siffer (Gand/Eeklo-Cath)
- Ignace Sinzot (Mons-Cath)
- Marc Somerhausen (Verviers-POB)
- Eugène Soudan (Audenarde-POB)
- Eugène Standaert (Bruges-Cath)
- Louis Straus (Anvers-Lib)
- Frans Theelen (Tongres/Maaseik-Cath)
- Louis Uytroever (Bruxelles-POB)
- Fernand Van Ackere (Gand/Eeklo-Cath)
- François Van Belle (Liège-POB)
- Jules Van Caenegem (Hasselt-Cath)
- Frans Van Cauwelaert (Anvers-Cath)
- Hippolytus Vandemeulebroucke (Termonde-POB)
- Gustave Van Den Broeck (Anvers-Cath)
- Fernand Van den Corput (Arlon/Marche/Bastogne-Cath)
- Jan Van den Eynde (Louvain-Cath)
- Oscar Vanden Eynde  (Bruxelles-Cath)
- Émile Vandervelde (Bruxelles-POB)
- Joseph Vandevelde (Courtrai-POB)
- Aloys Van de Vyvere (Roulers/Tielt-Cath)
- Émile van Dievoet (Bruxelles-Cath)
- Alphonse Van Hoeck (Turnhout-Cath)
- Charles Van Hoeylandt (Sint-Niklaas-POB)
- Philip Van Isacker (Malines-Cath)
- Auguste Van Landeghem (Malines-POB)
- Charles Van Opdenbosch (nl) (Alost-Frontiste-Daensiste)
- War van Overstraeten (Liège-PC)
- Petrus Van Schuylenbergh (Alost-Cath)
- Joris Van Severen (Roulers/Tielt-Frontiste)
- Eugène Van Walleghem (Charleroi-POB)
- Jozef Verachtert (Turnhout-Cath)
- Rodolphe Vercammen (Gand/Eeklo-POB)
- Philibert Verdure (Mons-POB)
- Herman Vergels (Bruxelles-Cath)
- Jozef Verlinden (+ 21.4.1927)
- Leo Vindevogel (Audenarde-Cath) suppléant d'Adrien Iweins d'Eeckhoutte
- Herman Vos (Anvers-Frontiste)
- Joseph Wauters (Huy/Waremme-POB)
- Paul Wauwermans (Bruxelles-Cath)
- Sébastien Winandy (Verviers-Cath)